# Janusz Jurys
Janusz Jurys (ur. 26 sierpnia 1952 w Opatowie) – polski polityk, poseł na Sejm PRL IX kadencji.

## Życiorys
Skończył Technikum Rolnicze w Mokoszynie. Był instruktorem służby rolnej w Urzędzie Gminy w Sadowie. Do Zjednoczonego Stronnictwa Ludowego wstąpił w 1978. Zasiadał w prezydium Gminnego Komitetu ZSL i Wojewódzkiego Komitetu ZSL, był też wiceprezesem WK ZSL w Tarnobrzegu oraz radnym Gminnej Rady Narodowej. Członek Rady Wojewódzkiej PRON. W latach 1985–1989 pełnił mandat posła na Sejm PRL IX kadencji w okręgu Tarnobrzeg z ramienia ZSL. Zasiadał w Komisji Rynku Wewnętrznego i Usług. Później przez kilka kadencji był radnym gminy Sadowie z ramienia Polskiego Stronnictwa Ludowego, w 2014 nie ubiegał się o reelekcję.
Otrzymał odznaki „Zasłużony dla Rolnictwa” i „Zasłużony dla województwa tarnobrzeskiego”.